# Olm unterwegs

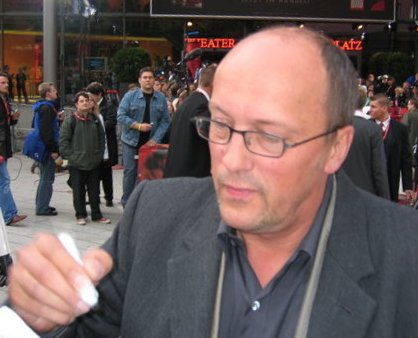
Hans Werner Olm

OLM unterwegs ist eine deutsche Fernsehserie mit dem Entertainer Hans Werner Olm.

## Hintergrund
Erstmals wurde sie am 15. Januar 2006 auf ProSieben ausgestrahlt, die zweite Staffel startete am 27. August 2007 nach der ProSieben Märchenstunde und Krügers Woche.
Die Sendung war Hans Werner Olms früherer Sendung OLM! (RTL) sehr ähnlich. Die gesamte Sendung besteht aus einzelnen Szenen und Sketchen, welche die vielen verschiedenen von Olm gespielten Personen erleben. Allen vorweg der Star der Show „Luise Koschinsky“ – die teilinkontinente, schroffe Wuchtbrumme aus Meppen, die ihren Charme diesmal auf Bauernhöfen und in Kinderzimmern versprüht!
Während es bei OLM! noch ein Studiopublikum gab, dem sich Olm auch live zuwandte, kündigt er bei OLM unterwegs lediglich die Szenen an, wobei er sich alleine in einer hellen Umgebung befindet. Einige der Personen kamen schon bei OLM! vor, andere sind neu hinzugekommen. Hans Werner Olm ist seit über zwanzig Jahren aktiv, manche seiner Personen sind daher auch schon wesentlich älter als die Sendung OLM!

## Die verschiedenen Elemente

### Luise unterwegs
Der liebenswert schroffe Serienstar ist zweifelsohne der Publikumsliebling – aber für ihren Ruhm tut Luise auch was. Sie stürzt sich in jedes erdenkliche Abenteuer ist sich für nichts zu schade: Diesmal bringt sie auf ihren Reisen Venedig zum Überschwappen, versucht eine zweite Karriere beim Zirkus, erforscht auf dem Bauernhof, wo das Kotelette herkommt, packt auf dem Bau mal so richtig mit an und stellt ihr Naturtalent als Nanny unter Beweis. Und alles frei nach Luises Motto: „Scheiß die Wand an, ist das schön hier!“

### Iff
Der Hippie Iff singt mit einer Gitarre alte Songs mit neuen, zur Situation passenden Texten an öffentlichen Plätzen. Iff, der letzte Hippie Berlins begeistert mit seiner Spontanität!

### Das cholerische Ehepaar
Ein Ehepaar (gespielt von Hans Werner Olm und Gabi Decker) streitet sich in der Öffentlichkeit.

### Bademeister Bernd
Bademeister Bernd bedient alle Klischees des gemeinen (also proletischen) Bademeisters: Macho mit Goldkettchen, billiger Sonnenbrille, Badelatschen und natürlich ungebremster Anmache weiblicher Badegäste. Bernd uriniert gerne auch mal vom 3-m-Brett in das Becken. Er will unbedingt Ordnung in seinem Bad halten – stellt Verbote auf, er selbst missachtet alle.

### Hardi Mosleitner
Modelscout Hardi Mosleitner, der auf charmante Art und Weise mit seinem unwiderstehlichen österreichischen Akzent, wildfremden
Menschen auf der Straße die ganz große Karriere verspricht und sie für ein Fachblatt ablichten will.

### Karl Kallischewski
Der Kranke, der stets kettenrauchend neben dem Asbest-Ascher sitzt und Monologe über seinen Fäulniszustand führt, sowie von seinen Krankheiten und Operationen.

### Gunther Terbrüggen
Ein klischeehafter Multimillionär. Seine Karriere begann damit, dass er die Witwe eines reichen Firmenbesitzers heiratete. Inzwischen hat er ein internationales Imperium. Besonders häufig beleidigt er Ostdeutsche. In einer Folge wollte er ein ostdeutsches Dorf in einen Vergnügungspark verwandeln, in einer anderen besuchte er seine älteste Fabrik, wo alle Arbeiter krank sind und während der dreiminütigen Mittagspause mit den Händen aus einer großen Schüssel essen müssen. Er hält sich für äußerst großzügig und hat immer devote Ost-Sklaven und Gespielinnen an seiner Seite.

### Jaques Torette
der Alibi-Schwule. Er weiß: Seit „Sex and the City“ braucht jede Frau ihre ganz persönliche Schmusetunte. Schwul ist schwer angesagt, oder zumindest „bi“, da verdoppeln sich die Chancen beim Kennenlernen. Und bei der heutigen allgegenwärtigen Frauenpower, kann man sich als Schwuler nur verbessern. Zusammen mit seinem Hündchen „Pissi“ jagt er die Großstadthühner – und es scheint zu funktionieren…

## Folgen
| Folge | Erstausstrahlung Pro7 |
| ----- | --------------------- |
| 1     | 15.1.2006             |
| 2     | 22.1.2006             |
| 3     | 29.1.2006             |
| 4     | 5.2.2006              |
| 5     | 12.2.2006             |
| 6     | 26.2.2006             |
| 7     | 5.3.2006              |
| 8     | 11.3.2006             |
| 9     | 12.3.2006             |

| Folge | Erstausstrahlung Pro7 |
| ----- | --------------------- |
| 1     | 27.8.2007             |
| 2     | 3.9.2007              |
| 3     | 10.9.2007             |
| 4     | 17.9.2007             |
| 5     | 24.9.2007             |
| 6     | 1.10.2007             |
| 7     | 8.10.2007             |
| 8     | 15.10.2007            |